# Huara (Chili)
Huara is een gemeente en plaats in de Chileense provincie Tamarugal in de regio Tarapacá. Huara telde 2.730 inwoners in 2017 en heeft een oppervlakte van 10.475 km².
- Gemeinsame Normdatei: 1031838589
- Library of Congress Control Number: nr2002002506
- Nationale Bibliotheek van Israël: 987007465779405171
- Virtual International Authority File: 135330953
- WorldCat: E39PBJqQCJ66vjW3hcqKkvwwG3